# Георги Галев
Георги Стоянов Галев е български политик, деец на Българския земеделски народен съюз.

## Биография
Роден е през 1885 година в бедно семейство в неврокопското село Гърмен, тогава в Османската империя, днес в България. Завършва второ отделение. Работи като тютюноработник в складовете в Кавала.
В 1912 година след избухването на Балканската война е доброволец в 4-та рота на 14-а воденска дружина на Македоно-одринското опълчение. В Междусъюзническата война в 1913 година е ранен при Говедарник. Участва и в Първата световна война. Награден е със знак на военния орден „За храброст“, I степен
След войните, в 1919 година е сред инициаторите за създаване на местната земеделска дружба и скоро е избран за кмет на общината, при земеделското управление на Александър Стамболийски. Участва в конфликта на управляващия БЗНС с Вътрешната македонска революционна организация. В 1923 година е отвлечен и убит от дейци на ВМРО.
Внукът на Георги Галев, който носи същите имена, роден на 18.08.1932 г. в с Гърмен,  е дългогодишен ръководител в областта на културата, а праправнукът му, също Георги Галев, роден на 02.11.1994 г. в гр. София, е лекар в Кливланд клиник - САЩ.